# (2401) Аэлита
(2401) Аэлита (лат. Aehlita) — типичный астероид главного пояса, который принадлежит к спектральному классу S и входит в состав семейства Агнии. Астероид (2401) Аэлита был обнаружен 2 ноября 1975 года советским женщиной-астрономом Тамарой Смирновой в Крымской астрофизической обсерватории и назван в честь Аэлиты, главной героини фантастической повести Алексея Николаевича Толстого о путешествии землян на Марс.

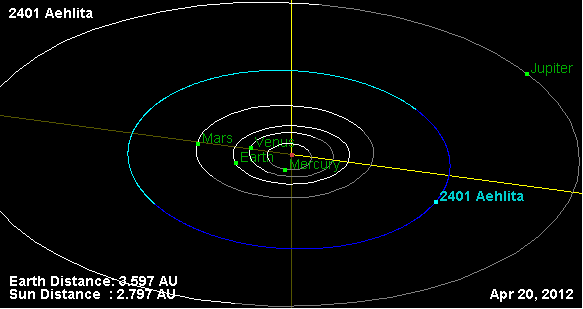
Орбита астероида Аэлита и его положение в Солнечной системе